# Gangeszi lágyhéjúteknős
A gangeszi lágyhéjúteknős (Aspideretes gangeticus) a hüllők (Reptilia) osztályának teknősök (Testudines) rendjébe és a lágyhéjúteknős-félék (Trionychidae) családjába tartozó faj.

## Előfordulása
Banglades, India és Pakisztán területén honos. A Gangesz, az Indus és a Mahanadi folyók lakója.

## Megjelenése
Ovális alakú páncélja 94 centiméter.

## Életmódja
Főként halakkal táplálkozik.

## Szaporodása
Fészkét a homokos folyópartra rakja, melybe általában 15-20 fehér, kemény héjú, gömb alakú tojás rak.

## Külső hivatkozás
- Képek az interneten a fajról